# 1re étape du Tour de France 2023
Pour un article plus général, voir Tour de France 2023.
La 1re étape du Tour de France 2023 se déroule le samedi 1er juillet 2023 entre Bilbao et Bilbao, au Pays basque en Espagne, sur une distance de 182 kilomètres.

## Parcours
La première étape du Tour de France 2023 est une boucle autour de Bilbao, présentant un profil accidenté à travers le Pays basque espagnol. La première partie longe les côtes de la mer Cantabrique, sur près de quatre-vingts kilomètres, avec deux ascensions répertoriées : la côte de Laukiz (3e catégorie, km 14, 2,2 km à 6,9 %) et la côte de San Juan de Gaztelugatxe (3e catégorie, km 68, 3,5 km à 7,6 %).
Le parcours rentre dans les terres vers Gernika (sprint intermédiaire, km 88,2). Le parcours effectue ensuite une boucle de presque quarante kilomètres au nord-est de la ville tristement célèbre pour le bombardement de 1937, ayant servi de cadre à la peinture de Pablo Picasso.
Les cinquante derniers kilomètres présentent trois ascensions répertoriées au classement du meilleur grimpeur : le col de Morga (4e catégorie, km 141, 3,9 km à 4,1 %), le col de Vivero (2e catégorie, km 155, 4,2 km à 7,3 %) et surtout la côte de Pike (3e catégorie, km 172, 2 km à 10 %), dont le sommet se trouve à 9 600 mètres de la ligne d'arrivée, tracée à proximité du parc Etxebarria.

## Déroulement de la course
La 110e édition du Tour de France débute avec une ferveur populaire importante. Dès le kilomètre zéro, cinq coureurs prennent l'échappée : le Danois Jonas Gregaard Wilsly (Uno-X), les trois Français Lilian Calmejane (Intermarché-Circus-Wanty), Valentin Ferron (TotalEnergies) et Simon Guglielmi (Arkéa-Samsic), et le Néerlandais Pascal Eenkhoorn (Lotto Dstny).
Au sommet de la côte de Laukiz (3e catégorie, km 14, 2,2 km à 6,9 %), Jonas Gregaard Wilsly passe en tête devant Pascal Eenkhoorn ; le peloton compte deux minutes et trente-sept secondes de retard. En-haut de la côte de San Juan de Gaztelugatxe (3e catégorie, km 68, 3,5 km à 7,6 %), Eenkhoorn précède Simon Guglielmi, avec près de deux minutes d'avance sur le peloton. Au sprint intermédiaire de Gernika-Lumo (km 88,2), Eenkhoorn précède Guglielmi ; dans le peloton, les sprinteurs se jouent les points, le Danois Mads Pedersen (Lidl-Trek) devance le Slovaque Peter Sagan (TotalEnergies) et le Belge Jasper Philipsen (Alpecin-Deceuninck).
Au second passage dans Gernika, l'échappée compte seulement vingt secondes d'avance sur le peloton. Elle est finalement reprise à cinquante kilomètres de l'arrivée, à Muxika-Ugarte. Les points au classement de la montagne du col de Morga (4e catégorie, km 141, 3,9 km à 4,1 %) ne sont pas disputés, le Norvégien Jonas Abrahamsen (Uno-X) précède le peloton. Dans l'ascension du col de Vivero (2e catégorie, km 155, 4,2 km à 7,3 %), le rythme du peloton s'intensifie, de nombreux coureurs sont distancés : l'Américain Neilson Powless (EF Education-EasyPost) passe en tête, devant l'Allemand Georg Zimmermann (Intermarché-Circus-Wanty), lui permettant de dominer le classement de la montagne en cette première journée. Dans la descente, l'Espagnol Enric Mas (Movistar) et l'Equatorien Richard Carapaz (EF Education-EasyPost) sont victimes d'une chute, le premier abandonne tandis que le second se résout à finir l'étape.
Le dénouement de la course se joue lors dans l'ultime ascension, noire de monde, la côte de Pike (3e catégorie, km 172, 2 km à 10 %), dont le sommet se situe à 9 600 m de l'arrivée. Au pied, l'Autrichien Gregor Mühlberger (UAE Emirates) impose un rythme dont il est le seul à tenir. Le Français Mathieu Burgaudeau (TotalEnergies) lance une première attaque pour anticiper celle des favoris. A 800 mètres du sommet, le Britannique Adam Yates (UAE Emirates) imprime un rythme que seuls le Slovène Tadej Pogačar (UAE Emirates), le Danois Jonas Vingegaard (Jumbo-Visma) et le Français Victor Lafay (Cofidis) sont en mesure de suivre. Derrière, le Britannique Simon Yates (Jayco AlUla) tente de rallier le quatuor de front. Au sommet, Pogačar passe en tête devant Vingegaard et Lafay ; derrière, un quatuor composé des frères Yates, du champion du Danemark Mattias Skjelmose Jensen (Lidl-Trek) et du Français David Gaudu (Groupama-FDJ) suit à cinq secondes ; l'Australien Jai Hindley (Bora-Hansgrohe) concède dix secondes sur le groupe de front ; à quatorze secondes passe un groupe de cinq coureurs composé du Belge Wout van Aert (Jumbo-Visma), du Canadien Michael Woods (Israel-Premier Tech), des deux Espagnols Mikel Landa (Bahrain Victorious) et Carlos Rodríguez (INEOS Grenadiers) et du Néerlandais Wilco Kelderman (Jumbo-Visma). L'Américain Sepp Kuss (Jumbo-Visma) et le Français Thibaut Pinot (Groupama-FDJ) concèdent dix-huit secondes. Un groupe de battus composé d'une vingtaine de coureurs comprend notamment les deux Australiens Jack Haig (Bahrain Victorious) et Ben O'Connor (AG2R Citroën), l'Autrichien Felix Gall (AG2R Citroën), le Britannique Tom Pidcock (INEOS Grenadiers), le Colombien Egan Bernal (INEOS Grenadiers), l'Espagnol Pello Bilbao Lopez (Bahrain Victorious), les trois Français Julian Alaphilippe (Soudal Quick-Step), Romain Bardet (DSM-Firmenich) et Guillaume Martin (Cofidis), l'Italien Giulio Ciccone (Lidl-Trek), le Néerlandais Mathieu van der Poel (Alpecin-Deceuninck), le Norvégien Tobias Johannessen (Uno-X) et le Sud-Africain Louis Meintjes (Intermarché-Circus-Wanty).
Dans la descente, le regroupement à l'avant permet aux deux frères Yates de prendre un coup d'avance. Un groupe de treize coureurs se constitue derrière eux, avec : Kelderman, Kuss, van Aert, Vingegaard, Pogačar, Skjelmose, Lafay, Woods, Rodríguez, Pinot, Gaudu, Hindley et Landa. À la banderole des trois derniers kilomètres, les frères Yates comptent une avance de seize secondes sur le groupe de poursuivants ; sous la flamme rouge, l'avance pointe à vingt secondes.
Adam Yates remporte la première étape, devant son frère Simon Yates de quatre secondes, et revêt le premier maillot jaune de la 110e édition du Tour de France. Dans le groupe de poursuivants, à douze secondes du vainqueur, Pogačar règle au sprint Pinot et Woods, le Slovène hérite le maillot blanc. Derrière, le groupe des vingt-sept coureurs battus perd quarante-trois secondes sur le vainqueur du jour. Neilson Powless endosse le maillot à pois. Le maillot vert et le prix de la combativité reviennent à Adam Yates. Par ailleurs la Jumbo-Visma se hisse en tête du classement par équipes.

## Résultats
Cette section présente les résultats et prix obtenus au cours de l'étape.

### Classement de l'étape
| Classement de la 1re étape | Classement de la 1re étape | Classement de la 1re étape | Classement de la 1re étape | Classement de la 1re étape |
|                            | Coureur                    | Pays                       | Équipe                     | Temps                      |
| -------------------------- | -------------------------- | -------------------------- | -------------------------- | -------------------------- |
| 1er                        | Adam Yates                 | Royaume-Uni                | UAE Team Emirates          | en 4 h 22 min 49 s         |
| 2e                         | Simon Yates                | Royaume-Uni                | Team Jayco AlUla           | + 4 s                      |
| 3e                         | Tadej Pogačar              | Slovénie                   | UAE Team Emirates          | + 12 s                     |
| 4e                         | Thibaut Pinot              | France                     | Groupama-FDJ               | + 12 s                     |
| 5e                         | Michael Woods              | Canada                     | Israel-Premier Tech        | + 12 s                     |
| 6e                         | Victor Lafay               | France                     | Cofidis                    | + 12 s                     |
| 7e                         | Jai Hindley                | Australie                  | Bora-Hansgrohe             | + 12 s                     |
| 8e                         | Mattias Skjelmose          | Danemark                   | Lidl-Trek                  | + 12 s                     |
| 9e                         | Jonas Vingegaard           | Danemark                   | Jumbo-Visma                | + 12 s                     |
| 10e                        | David Gaudu                | France                     | Groupama-FDJ               | + 12 s                     |
| modifier                   |                            |                            |                            |                            |

### Bonifications en temps
|   | Coureur | Pays | Équipe | Bonifications |
| - | --- | --- | --- | ------------- |
| 1 | Point bonus supprimé par les organisateurs quelques jours avant le début du Tour, afin d'assurer au vainqueur de l'étape de porter le maillot jaune. | Point bonus supprimé par les organisateurs quelques jours avant le début du Tour, afin d'assurer au vainqueur de l'étape de porter le maillot jaune. | Point bonus supprimé par les organisateurs quelques jours avant le début du Tour, afin d'assurer au vainqueur de l'étape de porter le maillot jaune. | 8 s           |
| 2 | Point bonus supprimé par les organisateurs quelques jours avant le début du Tour, afin d'assurer au vainqueur de l'étape de porter le maillot jaune. | Point bonus supprimé par les organisateurs quelques jours avant le début du Tour, afin d'assurer au vainqueur de l'étape de porter le maillot jaune. | Point bonus supprimé par les organisateurs quelques jours avant le début du Tour, afin d'assurer au vainqueur de l'étape de porter le maillot jaune. | 5 s           |
| 3 | Point bonus supprimé par les organisateurs quelques jours avant le début du Tour, afin d'assurer au vainqueur de l'étape de porter le maillot jaune. | Point bonus supprimé par les organisateurs quelques jours avant le début du Tour, afin d'assurer au vainqueur de l'étape de porter le maillot jaune. | Point bonus supprimé par les organisateurs quelques jours avant le début du Tour, afin d'assurer au vainqueur de l'étape de porter le maillot jaune. | 2 s           |

|   | Coureur       | Pays        | Équipe            | Secondes |
| - | ------------- | ----------- | ----------------- | -------- |
| 1 | Adam Yates    | Royaume-Uni | UAE Team Emirates | 10 s     |
| 2 | Simon Yates   | Royaume-Uni | Team Jayco AlUla  | 6 s      |
| 3 | Tadej Pogačar | Slovénie    | UAE Team Emirates | 4 s      |

### Points attribués
| Sprint intermédiaire Gernika-Lumo (km 88,2) | Sprint intermédiaire Gernika-Lumo (km 88,2) | Sprint intermédiaire Gernika-Lumo (km 88,2) | Sprint intermédiaire Gernika-Lumo (km 88,2) | Sprint intermédiaire Gernika-Lumo (km 88,2) |
| ------------------------------------------- | ------------------------------------------- | ------------------------------------------- | ------------------------------------------- | ------------------------------------------- |
|                                             | Coureur                                     | Pays                                        | Équipe                                      | Point(s)                                    |
| 1er                                         | Pascal Eenkhoorn                            | Pays-Bas                                    | Lotto Dstny                                 | 20                                          |
| 2e                                          | Simon Guglielmi                             | France                                      | Arkéa-Samsic                                | 17                                          |
| 3e                                          | Valentin Ferron                             | France                                      | TotalEnergies                               | 15                                          |
| 4e                                          | Lilian Calmejane                            | France                                      | Intermarché-Circus-Wanty                    | 13                                          |
| 5e                                          | Jonas Gregaard Wilsly                       | Danemark                                    | Uno-X Pro Cycling Team                      | 11                                          |
| 6e                                          | Mads Pedersen                               | Danemark                                    | Lidl-Trek                                   | 10                                          |
| 7e                                          | Peter Sagan                                 | Slovaquie                                   | TotalEnergies                               | 9                                           |
| 8e                                          | Jasper Philipsen                            | Belgique                                    | Alpecin-Deceuninck                          | 8                                           |
| 9e                                          | Mark Cavendish                              | Royaume-Uni                                 | Astana Qazaqstan Team                       | 7                                           |
| 10e                                         | Bryan Coquard                               | France                                      | Cofidis                                     | 6                                           |
| 11e                                         | Dylan Groenewegen                           | Pays-Bas                                    | Team Jayco AlUla                            | 5                                           |
| 12e                                         | Jordi Meeus                                 | Belgique                                    | Bora-Hansgrohe                              | 4                                           |
| 13e                                         | Biniam Girmay                               | Érythrée                                    | Intermarché-Circus-Wanty                    | 3                                           |
| 14e                                         | Jasper Stuyven                              | Belgique                                    | Lidl-Trek                                   | 2                                           |
| 15e                                         | Alexis Renard                               | France                                      | Cofidis                                     | 1                                           |
| modifier                                    |                                             |                                             |                                             |                                             |

| Arrivée d'étape Bilbao (km 182) | Arrivée d'étape Bilbao (km 182) | Arrivée d'étape Bilbao (km 182) | Arrivée d'étape Bilbao (km 182) | Arrivée d'étape Bilbao (km 182) |
| ------------------------------- | ------------------------------- | ------------------------------- | ------------------------------- | ------------------------------- |
|                                 | Coureur                         | Pays                            | Équipe                          | Point(s)                        |
| 1er                             | Adam Yates                      | Royaume-Uni                     | UAE Team Emirates               | 30                              |
| 2e                              | Simon Yates                     | Royaume-Uni                     | Team Jayco AlUla                | 25                              |
| 3e                              | Tadej Pogačar                   | Slovénie                        | UAE Team Emirates               | 22                              |
| 4e                              | Thibaut Pinot                   | France                          | Groupama-FDJ                    | 19                              |
| 5e                              | Michael Woods                   | Canada                          | Israel-Premier Tech             | 17                              |
| 6e                              | Victor Lafay                    | France                          | Cofidis                         | 15                              |
| 7e                              | Jai Hindley                     | Australie                       | Bora-Hansgrohe                  | 13                              |
| 8e                              | Mattias Skjelmose Jensen        | Danemark                        | Lidl-Trek                       | 11                              |
| 9e                              | Jonas Vingegaard                | Danemark                        | Jumbo-Visma                     | 9                               |
| 10e                             | David Gaudu                     | France                          | Groupama-FDJ                    | 7                               |
| 11e                             | Wout van Aert                   | Belgique                        | Jumbo-Visma                     | 6                               |
| 12e                             | Mikel Landa                     | Espagne                         | Bahrain Victorious              | 5                               |
| 13e                             | Carlos Rodríguez                | Espagne                         | Ineos Grenadiers                | 4                               |
| 14e                             | Wilco Kelderman                 | Pays-Bas                        | Jumbo-Visma                     | 3                               |
| 15e                             | Corbin Strong                   | Nouvelle-Zélande                | Israel-Premier Tech             | 2                               |
| modifier                        |                                 |                                 |                                 |                                 |

### Cols et côtes
| Côte de Laukiz (km 13,8) 3e catégorie (2,2 km à 6,9%) | Côte de Laukiz (km 13,8) 3e catégorie (2,2 km à 6,9%) | Côte de Laukiz (km 13,8) 3e catégorie (2,2 km à 6,9%) | Côte de Laukiz (km 13,8) 3e catégorie (2,2 km à 6,9%) | Côte de Laukiz (km 13,8) 3e catégorie (2,2 km à 6,9%) |
| ----------------------------------------------------- | ----------------------------------------------------- | ----------------------------------------------------- | ----------------------------------------------------- | ----------------------------------------------------- |
|                                                       | Coureur                                               | Pays                                                  | Équipe                                                | Point(s)                                              |
| 1er                                                   | Jonas Gregaard Wilsly                                 | Danemark                                              | Uno-X Pro Cycling Team                                | 2                                                     |
| 2e                                                    | Pascal Eenkhoorn                                      | Pays-Bas                                              | Lotto Dstny                                           | 1                                                     |
| modifier                                              |                                                       |                                                       |                                                       |                                                       |

| Côte de San Juan de Gaztelugatxe (km 67,8) 3e catégorie (3,5 km à 7,6%) | Côte de San Juan de Gaztelugatxe (km 67,8) 3e catégorie (3,5 km à 7,6%) | Côte de San Juan de Gaztelugatxe (km 67,8) 3e catégorie (3,5 km à 7,6%) | Côte de San Juan de Gaztelugatxe (km 67,8) 3e catégorie (3,5 km à 7,6%) | Côte de San Juan de Gaztelugatxe (km 67,8) 3e catégorie (3,5 km à 7,6%) |
| ----------------------------------------------------------------------- | ----------------------------------------------------------------------- | ----------------------------------------------------------------------- | ----------------------------------------------------------------------- | ----------------------------------------------------------------------- |
|                                                                         | Coureur                                                                 | Pays                                                                    | Équipe                                                                  | Point(s)                                                                |
| 1er                                                                     | Pascal Eenkhoorn                                                        | Pays-Bas                                                                | Lotto Dstny                                                             | 2                                                                       |
| 2e                                                                      | Simon Guglielmi                                                         | France                                                                  | Arkéa-Samsic                                                            | 1                                                                       |
| modifier                                                                |                                                                         |                                                                         |                                                                         |                                                                         |

| Col de Morga (km 140,9) 4e catégorie (3,9 km à 4,1%) | Col de Morga (km 140,9) 4e catégorie (3,9 km à 4,1%) | Col de Morga (km 140,9) 4e catégorie (3,9 km à 4,1%) | Col de Morga (km 140,9) 4e catégorie (3,9 km à 4,1%) | Col de Morga (km 140,9) 4e catégorie (3,9 km à 4,1%) |
| ---------------------------------------------------- | ---------------------------------------------------- | ---------------------------------------------------- | ---------------------------------------------------- | ---------------------------------------------------- |
|                                                      | Coureur                                              | Pays                                                 | Équipe                                               | Point(s)                                             |
| 1er                                                  | Jonas Abrahamsen                                     | Norvège                                              | Uno-X Pro Cycling Team                               | 1                                                    |
| modifier                                             |                                                      |                                                      |                                                      |                                                      |

| Côte de Vivero (km 154,9) 2e catégorie (4,2 km à 7,3%) | Côte de Vivero (km 154,9) 2e catégorie (4,2 km à 7,3%) | Côte de Vivero (km 154,9) 2e catégorie (4,2 km à 7,3%) | Côte de Vivero (km 154,9) 2e catégorie (4,2 km à 7,3%) | Côte de Vivero (km 154,9) 2e catégorie (4,2 km à 7,3%) |
| ------------------------------------------------------ | ------------------------------------------------------ | ------------------------------------------------------ | ------------------------------------------------------ | ------------------------------------------------------ |
|                                                        | Coureur                                                | Pays                                                   | Équipe                                                 | Point(s)                                               |
| 1er                                                    | Neilson Powless                                        | États-Unis                                             | EF Education-EasyPost                                  | 5                                                      |
| 2e                                                     | Georg Zimmermann                                       | Allemagne                                              | Intermarché-Circus-Wanty                               | 3                                                      |
| 3e                                                     | Esteban Chaves                                         | Colombie                                               | EF Education-EasyPost                                  | 2                                                      |
| 4e                                                     | Dylan van Baarle                                       | Pays-Bas                                               | Jumbo-Visma                                            | 1                                                      |
| modifier                                               |                                                        |                                                        |                                                        |                                                        |

| \| Côte de Pike (km 172,4) 3e catégorie (2,0 km à 10,0%) \| Côte de Pike (km 172,4) 3e catégorie (2,0 km à 10,0%) \| Côte de Pike (km 172,4) 3e catégorie (2,0 km à 10,0%) \| Côte de Pike (km 172,4) 3e catégorie (2,0 km à 10,0%) \| Côte de Pike (km 172,4) 3e catégorie (2,0 km à 10,0%) \| \| ----------------------------------------------------- \| ----------------------------------------------------- \| ----------------------------------------------------- \| ----------------------------------------------------- \| ----------------------------------------------------- \| \| \| Coureur \| Pays \| Équipe \| Point(s) \| \| 1er \| Tadej Pogačar \| Slovénie \| UAE Team Emirates \| 2 \| \| 2e \| Jonas Vingegaard \| Danemark \| Jumbo-Visma \| 1 \| \| modifier \| \| \| \| \| |                  |          |                   |          |
| Côte de Pike (km 172,4) 3e catégorie (2,0 km à 10,0%) |                  |          |                   |          |
| | Coureur          | Pays     | Équipe            | Point(s) |
| 1er | Tadej Pogačar    | Slovénie | UAE Team Emirates | 2        |
| 2e | Jonas Vingegaard | Danemark | Jumbo-Visma       | 1        |
| modifier |                  |          |                   |          |

### Prix de la combativité
- Adam Yates (UAE Team Emirates)

## Classements à l'issue de l'étape
Cette section présente le classement général et les différents classements annexes à l'issue de l'étape.

### Classement général
| Classement général | Classement général | Classement général | Classement général  | Classement général |
|                    | Coureur            | Pays               | Équipe              | Temps              |
| ------------------ | ------------------ | ------------------ | ------------------- | ------------------ |
| 1er                | Adam Yates         | Royaume-Uni        | UAE Team Emirates   | en 4 h 22 min 39 s |
| 2e                 | Simon Yates        | Royaume-Uni        | Team Jayco AlUla    | + 8 s              |
| 3e                 | Tadej Pogačar      | Slovénie           | UAE Team Emirates   | + 18 s             |
| 4e                 | Thibaut Pinot      | France             | Groupama-FDJ        | + 22 s             |
| 5e                 | Michael Woods      | Canada             | Israel-Premier Tech | + 22 s             |
| 6e                 | Victor Lafay       | France             | Cofidis             | + 22 s             |
| 7e                 | Jai Hindley        | Australie          | Bora-Hansgrohe      | + 22 s             |
| 8e                 | Mattias Skjelmose  | Danemark           | Lidl-Trek           | + 22 s             |
| 9e                 | Jonas Vingegaard   | Danemark           | Jumbo-Visma         | + 22 s             |
| 10e                | David Gaudu        | France             | Groupama-FDJ        | + 22 s             |
| modifier           |                    |                    |                     |                    |

| Classement par points | Classement par points | Classement par points | Classement par points | Classement par points |
| --------------------- | --------------------- | --------------------- | --------------------- | --------------------- |
|                       | Coureur               | Pays                  | Équipe                | Point(s)              |
| 1er                   | Adam Yates            | Royaume-Uni           | UAE Team Emirates     | 30 points             |
| 2e                    | Simon Yates           | Royaume-Uni           | Team Jayco AlUla      | 25 pts                |
| 3e                    | Tadej Pogačar         | Slovénie              | UAE Team Emirates     | 22 pts                |
| 4e                    | Pascal Eenkhoorn      | Pays-Bas              | Lotto Dstny           | 20 pts                |
| 5e                    | Thibaut Pinot         | France                | Groupama-FDJ          | 19 pts                |
| 6e                    | Michael Woods         | Canada                | Israel-Premier Tech   | 17 pts                |
| 7e                    | Simon Guglielmi       | France                | Arkéa-Samsic          | 17 pts                |
| 8e                    | Victor Lafay          | France                | Cofidis               | 15 pts                |
| 9e                    | Valentin Ferron       | France                | TotalEnergies         | 15 pts                |
| 10e                   | Jai Hindley           | Australie             | Bora-Hansgrohe        | 13 pts                |
| modifier              |                       |                       |                       |                       |

| Classement du meilleur grimpeur | Classement du meilleur grimpeur | Classement du meilleur grimpeur | Classement du meilleur grimpeur | Classement du meilleur grimpeur |
| ------------------------------- | ------------------------------- | ------------------------------- | ------------------------------- | ------------------------------- |
|                                 | Coureur                         | Pays                            | Équipe                          | Point(s)                        |
| 1er                             | Neilson Powless                 | États-Unis                      | EF Education-EasyPost           | 5 points                        |
| 2e                              | Pascal Eenkhoorn                | Pays-Bas                        | Lotto Dstny                     | 3 pts                           |
| 3e                              | Georg Zimmermann                | Allemagne                       | Intermarché-Circus-Wanty        | 3 pts                           |
| 4e                              | Tadej Pogačar                   | Slovénie                        | UAE Team Emirates               | 2 pts                           |
| 5e                              | Jonas Gregaard Wilsly           | Danemark                        | Uno-X Pro Cycling Team          | 2 pts                           |
| 6e                              | Esteban Chaves                  | Colombie                        | EF Education-EasyPost           | 2 pts                           |
| 7e                              | Jonas Abrahamsen                | Norvège                         | Uno-X Pro Cycling Team          | 1 pt                            |
| 8e                              | Jonas Vingegaard                | Danemark                        | Jumbo-Visma                     | 1 pt                            |
| 9e                              | Dylan van Baarle                | Pays-Bas                        | Jumbo-Visma                     | 1 pt                            |
| 10e                             | Simon Guglielmi                 | France                          | Arkéa-Samsic                    | 1 pt                            |
| modifier                        |                                 |                                 |                                 |                                 |

| Classement général du meilleur jeune | Classement général du meilleur jeune | Classement général du meilleur jeune | Classement général du meilleur jeune | Classement général du meilleur jeune |
|                                      | Coureur                              | Pays                                 | Équipe                               | Temps                                |
| ------------------------------------ | ------------------------------------ | ------------------------------------ | ------------------------------------ | ------------------------------------ |
| 1er                                  | Tadej Pogačar                        | Slovénie                             | UAE Team Emirates                    | en 4 h 22 min 57 s                   |
| 2e                                   | Mattias Skjelmose                    | Danemark                             | Lidl-Trek                            | + 4 s                                |
| 3e                                   | Carlos Rodríguez                     | Espagne                              | Ineos Grenadiers                     | + 4 s                                |
| 4e                                   | Corbin Strong                        | Nouvelle-Zélande                     | Israel-Premier Tech                  | + 25 s                               |
| 5e                                   | Maxim Van Gils                       | Belgique                             | Lotto Dstny                          | + 25 s                               |
| 6e                                   | Matthew Dinham                       | Australie                            | Team DSM-Firmenich                   | + 25 s                               |
| 7e                                   | Tom Pidcock                          | Royaume-Uni                          | Ineos Grenadiers                     | + 25 s                               |
| 8e                                   | Tobias Johannessen                   | Norvège                              | Uno-X Pro Cycling Team               | + 25 s                               |
| 9e                                   | Felix Gall                           | Autriche                             | AG2R Citroën Team                    | + 25 s                               |
| 10e                                  | Matteo Jorgenson                     | États-Unis                           | Movistar Team                        | + 2 min 30 s                         |
| modifier                             |                                      |                                      |                                      |                                      |

| Classement par équipes | Classement par équipes | Classement par équipes | Classement par équipes |
|                        | Équipe                 | Pays                   | Temps                  |
| ---------------------- | ---------------------- | ---------------------- | ---------------------- |
| 1re                    | Jumbo-Visma            | Pays-Bas               | en 13 h 9 min 3 s      |
| 2e                     | UAE Team Emirates      | Émirats arabes unis    | + 9 s                  |
| 3e                     | Groupama-FDJ           | France                 | + 21 s                 |
| 4e                     | Israel-Premier Tech    | Israël                 | + 42 s                 |
| 5e                     | Ineos Grenadiers       | Royaume-Uni            | + 42 s                 |
| 6e                     | Bahrain Victorious     | Bahreïn                | + 42 s                 |
| 7e                     | Lidl-Trek              | États-Unis             | + 1 min 1 s            |
| 8e                     | AG2R Citroën Team      | France                 | + 1 min 3 s            |
| 9e                     | Astana Qazaqstan Team  | Kazakhstan             | + 2 min 45 s           |
| 10e                    | Cofidis                | France                 | + 3 min 22 s           |
| modifier               |                        |                        |                        |

## Abandons
Un seul coureur abandonne lors de la 1re étape :
- Enric Mas (Movistar Team) : abandon.